# Masurques op. 56 (Chopin)
Les Masurques op. 56 són un conjunt de tres peces per a piano sol compostes per Frédéric Chopin probablement cap als anys 1843-1844 i publicades el 1844. Una interpretació típica dels tres masurques dura al voltant de 12 minuts.
La Masurca op. 56, núm. 1, en si major, destaca per la seva estructura de rondo en 5 parts, amb la següent relació tonal: si major - mi♭ major - si major - sol major - si major.